# Nandus oxyrhynchus
Nandus oxyrhynchus és una espècie de peix pertanyent a la família Nandidae.

## Descripció
- Pot arribar a fer 6,9 cm de llargària màxima.
- Cap amb un acusat perfil dorsal.
- 12-14 espines i 9-11 radis tous a l'aleta dorsal i 3 espines i 5-6 radis tous a l'anal.
- 24-25 vèrtebres.
- 37-42 escates a la línia lateral, la qual és interrompuda entre les escates vint-i-quatrena i vint-i-setena.[2][3]

## Hàbitat
És un peix d'aigua dolça, bentopelàgic i de clima tropical, el qual es troba en pantans i masses d'aigües lentes.

## Distribució geogràfica
Es troba a Àsia: conques dels rius Meklong, Chao Phraya i Mekong.

## Observacions
És inofensiu per als humans.